# Lucio Gutiérrez
Lucio Edwin Gutiérrez Borbúa (ur. 23 marca 1957) – polityk ekwadorski, wojskowy, prezydent Ekwadoru w latach 2003-2005.
W styczniu 2000 był przywódcą puczu wojskowego, który obalił prezydenta Jamila Mahuada; po kilkunastu godzinach przekazał kierowanie rządem Radzie Państwa, a ostatecznie władzę przejął Gustavo Noboa. Za udział w przewrocie Gutiérrez spędził pół roku w więzieniu.
Startował w wyborach prezydenckich w 2002 i w drugiej turze pokonał bogatego plantatora bananów Álvaro Noboę. Został zaprzysiężony 15 stycznia 2003. Cieszył się początkowo wysokim poparciem społecznym (ponad 60%), które stopniowo tracił po niepopularnych decyzjach. Doprowadził m.in. do zmian personalnych w Sądzie Najwyższym, a popierani przez niego nowi sędziowie uwolnili od zarzutów jego sojuszników politycznych, byłych prezydentów Gustavo Noboę i Abdala Bucarama. W listopadzie 2004 przetrwał próbę odsunięcia go od władzy pod zarzutem nadużyć finansowych w czasie wyborów lokalnych.
Po kolejnej fali protestów społecznych został usunięty z urzędu prezydenta przez Kongres 20 kwietnia 2005; tymczasowym szefem państwa został wiceprezydent Alfredo Palacio, który wydał nakaz aresztowania poprzednika.
Po zakończeniu prezydentury jeszcze dwukrotnie ubiegał się o stanowisko prezydenta. W wyborach prezydenckich w kwietniu 2009 zdobył 28% głosów poparcia, przegrywając z prezydentem Rafaelem Correą, który uzyskał 51,7% głosów. W kolejnych wyborach prezydenckich z 17 lutego 2013 zdobył 6,7% głosów, przegrywając ponownie z Correą (57,2% głosów) oraz Guillermo Lasso (22,7% głosów).